# Enner Valencia
Enner Remberto Valencia Lastra (ur. 4 listopada 1989 w San Lorenzo) – ekwadorski piłkarz występujący na pozycji napastnika lub skrzydłowego, reprezentant Ekwadoru, od 2023 roku zawodnik brazylijskiego Internacionalu.

## Kariera klubowa
Valencia jest wychowankiem słynnej akademii młodzieżowej Caribe Junior z siedzibą w Nueva Loja, do której zaczął uczęszczać na treningi jako szesnastolatek. Równolegle do treningów w zespole występował również w reprezentacji prowincji Sucumbíos. Po upływie trzech sezonów przeniósł się do klubu CS Emelec z miasta Guayaquil, gdzie jednak początkowo występował wyłącznie w rezerwach, a do seniorskiej ekipy został włączony dopiero w wieku dwudziestu lat przez argentyńskiego trenera Jorge Sampaolego. W ekwadorskiej Serie A zadebiutował 5 lutego 2010 w zremisowanym 1:1 spotkaniu z Deportivo Quito, natomiast premierowego gola w najwyższej klasie rozgrywkowej strzelił 3 października tego samego roku w wygranej 1:0 konfrontacji z LDU Quito. Szybko wywalczył sobie pewne miejsce w pierwszym składzie i w swoim debiutanckim sezonie 2010 zdobył z Emelekiem tytuł wicemistrza kraju. Osiągnięcie to powtórzył również rok później, podczas rozgrywek 2011, a także w sezonie 2012. W rozgrywkach 2013 zanotował natomiast swoje pierwsze mistrzostwo Ekwadoru oraz z pięcioma bramkami na koncie został królem strzelców turnieju Copa Sudamericana (odpowiednika Ligi Europy).
Wiosną 2014 Valencia za sumę 4,8 miliona dolarów przeszedł do meksykańskiego zespołu CF Pachuca, gdzie szkoleniowiec Enrique Meza przekwalifikował go ze skrzydłowego na napastnika. Tam z miejsca został kluczowym zawodnikiem formacji ofensywnej, w Liga MX debiutując 4 stycznia 2014 w przegranym 0:1 meczu z Tolucą, zaś pierwszą bramkę w nowej drużynie zdobył dokładnie dwa tygodnie później w wygranym 2:1 ligowym pojedynku z Tijuaną. Już w swoim pierwszym sezonie, Clausura 2014, wywalczył z Pachucą wicemistrzostwo kraju, z dwunastoma golami na koncie został królem strzelców ligi meksykańskiej, a czasopismo Récord uznało go za najlepszego piłkarza rozgrywek.
W lipcu 2014 Valencia przeniósł się do angielskiej ekipy West Ham United z Londynu, który zapłacił za jego transfer 15 milionów euro. Tym samym został najdroższym piłkarzem w historii ligi meksykańskiej, bijąc rekord swojego tragicznie zmarłego rodaka Christiana Beníteza (z Amériki do El Jaish za 11,7 miliona) oraz został pierwszym Ekwadorczykiem w historii West Hamu. 15 września 2014 roku zdobył pierwszą bramkę w barwach angielskiego zespołu. W pierwszym sezonie wystąpił łącznie aż w 32 ligowych meczach. W kolejnych sezonach tych spotkań było c raz mniej, w związku z czym 31 sierpnia 2016 roku został wypożyczony do Evertonu, z opcją transferu definitywnego po zakończeniu sezonu za kwotę 14,5 miliona funtów. W barwach klubu z Liverpoolu zdobył 3 bramki w 21 ligowych spotkaniach. 13 lipca 2017, za nieujawnioną kwotę, został zawodnikiem Tigres UANL. W sezonie 2019 zdobywając 7 bramek został najlepszym strzelcem Ligi Mistrzów CONCACAF.
| Sezon     | Klub            | Kraj    | Rozgrywki      | Mecze | Bramki |
| --------- | --------------- | ------- | -------------- | ----- | ------ |
| 2010      | CS Emelec       | Ekwador | Serie A        | 25    | 1      |
| 2011      | CS Emelec       | Ekwador | Serie A        | 30    | 9      |
| 2012      | CS Emelec       | Ekwador | Serie A        | 40    | 13     |
| 2013      | CS Emelec       | Ekwador | Serie A        | 35    | 4      |
| 2013/2014 | CF Pachuca      | Meksyk  | Liga MX        | 23    | 18     |
| 2014/2015 | West Ham United | Anglia  | Premier League | 32    | 4      |
| 2015/2016 | West Ham United | Anglia  | Premier League | 19    | 4      |
| 2016/2017 | West Ham United | Anglia  | Premier League | 3     | 0      |
| 2016/2017 | Everton         | Anglia  | Premier League | 21    | 3      |
| 2017/2018 | Tigres UANL     | Meksyk  | Liga MX        | 37    | 15     |
| 2018/2019 | Tigres UANL     | Meksyk  | Liga MX        | 31    | 5      |
| 2019/2020 | Tigres UANL     | Meksyk  | Liga MX        | 27    | 1      |
| 2020/2021 | Fenerbahçe      | Turcja  | Süper Lig      | 34    | 12     |
| 2021/2022 | Fenerbahçe      | Turcja  | Süper Lig      | 25    | 7      |
| 2022/2023 | Fenerbahçe      | Turcja  | Süper Lig      | 24    | 27     |

## Kariera reprezentacyjna
W 2011 Valencia został powołany przez szkoleniowca Sixto Vizuete do reprezentacji Ekwadoru U-23 na Igrzyska Panamerykańskie w Meksyku. Tam pełnił rolę rezerwowego zawodnika swojej kadry i wystąpił w dwóch z trzech spotkań, w obydwóch wchodząc z ławki i ani razu nie wpisał się na listę strzelców. Jego drużyna zanotowała natomiast bilans remisu i dwóch porażek, odpadając z męskiego turnieju piłkarskiego już w fazie grupowej po zajęciu w niej ostatniego miejsca.
W seniorskiej reprezentacji Ekwadoru Valencia zadebiutował za kadencji kolumbijskiego selekcjonera Reinaldo Ruedy, 29 lutego 2012 w wygranym 2:0 meczu towarzyskim z Hondurasem. W późniejszym czasie brał udział w zakończonych powodzeniem eliminacjach do Mistrzostw Świata 2014, podczas których trzykrotnie pojawiał się na boisku. Premierowego gola w kadrze narodowej strzelił natomiast 19 listopada 2013, również w sparingu z Hondurasem, tym razem zremisowanym 2:2. W 2014 znalazł się w ogłoszonym przez Ruedę składzie reprezentacji na Mistrzostwa Świata w Brazylii, gdzie pełnił rolę kluczowego zawodnika drużyny i wystąpił we wszystkich trzech spotkaniach od pierwszej do ostatniej minuty; ze Szwajcarią (1:2), Hondurasem (2:1) i Francją (0:0), zdobywając wszystkie trzy gole dla swojej drużyny. Ekwadorczycy odpadli ostatecznie z mundialu już w fazie grupowej, jednak sam Valencia został wybrany na jedno z największych odkryć całego turnieju.
W 2015 został powołany do kadry na Copa América 2015, gdzie zdobył dwie bramki w fazie grupowej (przeciwko Boliwii i Meksykowi), jednak Ekwador z zaledwie 3 punktami zajął trzecie miejsce w grupie i odpadł z dalszej rywalizacji. Rok później podczas Copa América Centenario Ekwador wyszedł z grupy, a Valencia znów zdobył dwie bramki (przeciwko Peru i Haiti). W 1/8 finału musieli jednak uznać wyższość USA. W eliminacjach do Mistrzostw Świata w Rosji Valencia zdobył 5 bramek, jednak Ekwador nie zdołał awansować do turnieju.
20 listopada 2022 zdobył dwie bramki w meczu otwarcia Mistrzostw Świata 2022 przeciwko Katarowi, zakończonym wynikiem 2:0. Tego dnia, został najskuteczniejszym strzelcem swojego kraju w historii mundiali (5 goli). 25 listopada 2022 zdobył gola w zremisowanym spotkaniu przeciwko Holandii, zostając pierwszym piłkarzem z Ameryki Południowej w historii, który zdobył sześć goli z rzędu dla swojej reprezentacji na mundialu.

## Sukcesy

### Emelec
- Mistrzostwo Ekwadoru: 2013

### Tigres UANL
- Mistrzostwo Meksyku: Apertura 2017, Clausura 2019

### Indywidualne
- Król strzelców Serie A: 2013
- Król strzelców Copa Sudamericana: 2013
- Król strzelców Liga MX: Clausura 2014
- Drużyna sezonu Liga MX: Apertura 2017
- Król strzelców Ligi Mistrzów CONCACAF: 2019
- Drużyna turnieju Ligi Mistrzów CONCACAF: 2019
- Król strzelców Süper Lig: 2022/2023 (29 goli)

### Rekordy
- Najskuteczniejszy zawodnik w historii reprezentacji Ekwadoru: 40 goli
- Najskuteczniejszy zawodnik w historii reprezentacji Ekwadoru na mistrzostwach świata: 6 goli (3 na Mistrzostwach Świata 2014 i 3 na Mistrzostwach Świata 2022)
- Najstarszy zawodnik w historii Mistrzostw Świata, który strzelił gola w meczu otwarcia: 33 lata i 16 dni
- Jedyny zawodnik z Ameryki Południowej, który strzelił 6 goli z rzędu dla swojej reprezentacji na Mistrzostwach Świata